# Jayne Cortez
Pour les articles homonymes, voir Cortez.
Jayne Cortez (née Sallie Jayne Richardson le 10 mai 1934 à Fort Huachuca dans l'Arizona et décédée le 28 décembre 2012 à New York) est une poète et une militante afro-américaine particulièrement connue pour ses lectures publiques souvent accompagnées par des musiciens de jazz. Elle est une des figures littéraires du Black Arts Movement. Elle a enregistré plusieurs CD avec son groupe, les Firespitters.

## Biographie

### Jeunesse et formation
Sallie Jayne Richardson, connue sous le nom de Jayne Cortez est née le 10 mai 1936 dans la base militaire de Fort Huachuca, en Arizona (son père est un militaire de carrière). Elle grandit à Los Angeles , où elle a fréquenté un établissement d'enseignement secondaire spécialisé dans les arts le Compton College (en), où elle a étudié, entre autres, la peinture et le violoncelle. Par l'apprentissage du violoncelle, Cortez se familiarise avec la musique classique, et dans le cercle familial elle est initiée à la musique espagnole et amérindienne, ainsi qu'au blues et au jazz. Après le Compton Community College, elle étudie le théâtre à l'Ebony Showcase de Los Angeles. Elle prend pour nom d'artiste celui de Jayne Cortez, Cortez étant le nom de jeune fille de sa grand-mère maternelle.

### Carrière
En 1964, elle est une des cofondatrices du Watts Repertory Theater Company de Los Angeles dont elle est la directrice artistique de 1964 à 1970.
En 1972, elle crée sa propre maison d'édition, Bola Press.
Cortez cofonde une ONG en 1991 avec Ama Ata Aidoo, l'Organization of Women Writers of Africa, Inc. (OWWA) « dans le but d'établir des liens entre des écrivaines professionnelles africaines ». Louise Meriwether est membre du conseil d'administration.

### Vie personnelle
En 1954, Jayne Cortez épouse le jazzman Ornette Coleman, le couple donne naissance à un fils Denardo Coleman (en) en 1956, ils divorcent en 1964. En 1975, elle épouse le sculpteur Melvin Edwards.
Jayne Cortez décède des suites d'une défaillance cardiaque dans un hôpital new-yorkais,.

## Œuvres
- Festivals and Funerals, New York Phrase Text, 1971.
- Scarifications, Bola Press, 1978.
- Mouth on Paper, Bola Press, 1977.
- Firespitter, City Lights Books, septembre 1982.
- Coagulations: New and Selected Poems, Thunder's Mouth Press, 1984.
- Poetic Magnetic, Bola Press, 1991.
- Somewhere in Advance of Nowhere, Serpent's Tail, 1996.
- A Jazz Fan Looks Back, Hanging Loose Press, 2002.
- The Beautiful Book, Bola Press, 2008.
- On the Imperial Highway: New and Selected Poems, Hanging Loose Press, février 2009.

#### Notices dans des encyclopédies et manuels de références
- (en-US) Thadious M. Davis, Afro-American Poets Since 1955, Gale Research Co, octobre 1984, rééd. 1985, 432 p. (ISBN 9780810317192, lire en ligne), p. 69-73.
- (en-US) D.H. Melhem, Heroism in the New Black Poetry: Introductions & Interviews, University Press of Kentucky, 1er janvier 1990, 279 p. (ISBN 9780813117096, lire en ligne), p. 180-212.
- (en-US) Shari Dorantes Hatch & Michael R. Strickland, African-American Writers: A Dictionary, ABC-CLIO, 1er juin 2000, 491 p. (ISBN 9780874369595, lire en ligne), p. 65-66.

#### Articles
- (en-US) Barbara T. Christian, « There it is: The Poetry of Jayne Cortez », Callaloo, No. 26,‎ hiver 1986, p. 235-239 (5 pages) (lire en ligne),
- (en-US) D. H. Melhem and Jayne Cortez, « Profile and Interview: Jayne Cortez », MELUS, Vol. 21, No. 1,,‎ printemps 1996, p. 71-79 (9 pages) (lire en ligne ),
- (en-US) Tony Bolden and Jayne Cortez, « All the Birds Sing Bass: The Revolutionary Blues of Jayne Cortez », African American Review, Vol. 35, No. 1,‎ printemps 2001, p. 61-71 (11 pages) (lire en ligne),
- (en-US) Kimberly N. Ruffin, « "I Got the Blues" Epistemology: Jayne Cortez's Poetry for Eco-Crisis », MELUS, Vol. 34, No. 2,‎ été 2009, p. 63-80 (18 pages) (lire en ligne ),
- (en-US) Norman (Otis) Richmond Aka Jalali, « Jayne Cortez Forced Her Way into History », The Black Scholar, Vol. 43, No. 1-2,‎ printemps 2013, p. 26-28 (3 pages) (lire en ligne ),